# Lavatunnel

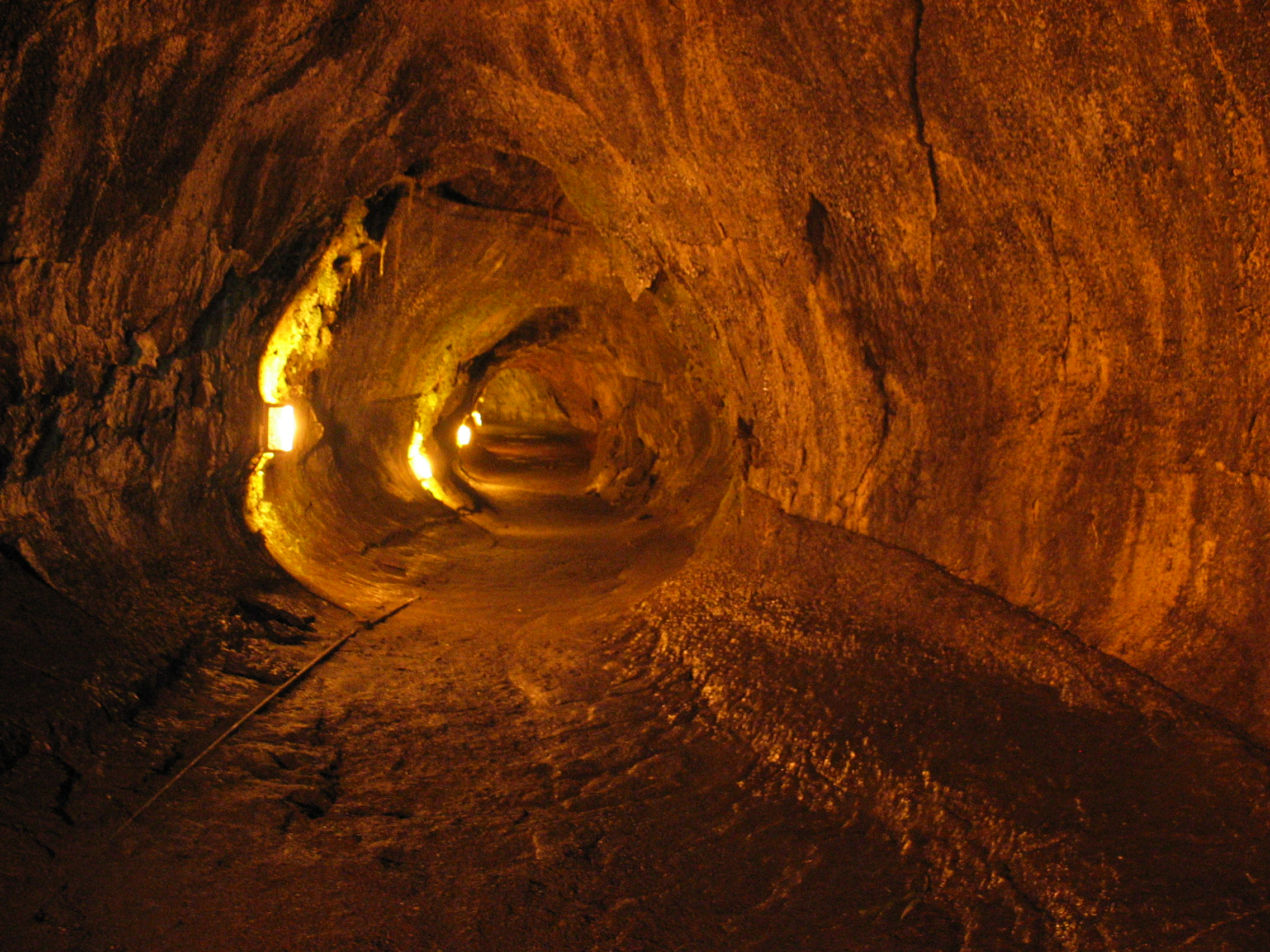
Thurston Lava Tube in het Hawaii Volcanoes National Park. De horizontale lijn aan de zijkant van de tunnel laat zien tot waar de lava tijdens een bepaalde tijdspanne kwam.

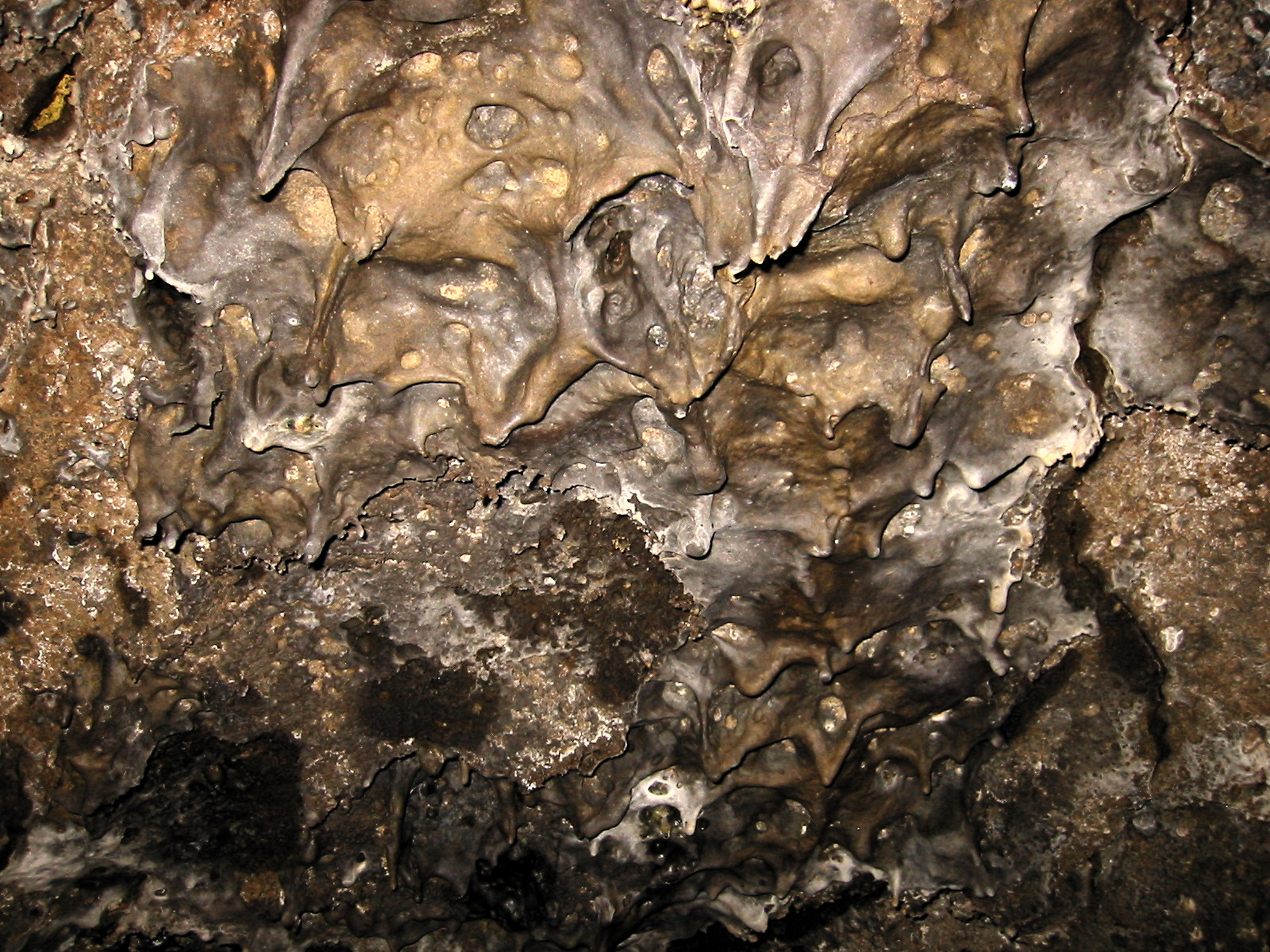
Kleine stalactieten aan het plafond van een lavatunnel in Lava Beds National Monument, Californië, V.S.

Een lavatunnel is een natuurlijke tunnel waardoor lava stroomt onder de oppervlakte van een lavastroom. Een lavatunnel kan (bij een vulkaanuitbarsting) actief zijn en lava bevatten of inactief als de aanvoer van lava opgehouden is en het gesteente gestold. In dat geval kan een lange ondergrondse holte achterblijven.

## Ontstaan
Lavatunnels worden gevormd als boven op een actieve niet-viskeuze lavastroom een ononderbroken harde korst ontstaat, die steeds dikker wordt en een dak vormt waaronder het gesmolten gedeelte van de lava verder kan stromen. Er zijn twee soorten lavatunnels: onder langgerekte stromen en onder pahoehoestromen.
Lava verlaat de plek van een uitbarsting meestal in langgerekte stromen. Deze lavastromen blijven heet van binnen terwijl de buitenkant afkoelt. Hierdoor ontstaat er geleidelijk een cocon van afgekoeld materiaal aan de zijkanten terwijl de lava verder stroomt. Deze cocon isoleert de lava die erdoor stroomt zodat deze niet stolt.
Verder van de plek van eruptie vandaan kan lava in een waaiervorm uitstromen, bijvoorbeeld vanaf het einde van een langgerekte stroom. Deze waaierstromen worden pahoehoe's genoemd en vormen na stolling of een effen oppervlak of een oppervlak met typische "touwige" structuren. De lava kan op deze manier blijven stromen tot de bron geblokkeerd raakt. Onder het oppervlak kan de lava daarna nog steeds heet genoeg zijn om op een bepaalde plek onder de korst uit te barsten waarna opnieuw een waaiervormige uitstroming ontstaat. De vloeibare lava stroomt onder de korst vandaan om een lege tunnel achter te laten.

## Eigenschappen
Brede lavastromen bevatten vaak één hoofd-lavatunnel en vele vertakkingen of kleine tunnels die samen de lava naar het front van de stroom en zijn vertakkingen brengen. Als de lavatoevoer stopt omdat de uitbarsting over is of hogerop de stroomrichting verlegd wordt trekt de lava naar beneden toe uit de tunnels weg om een holle ruimte achter te laten.
In de lege tunnels kunnen vaak sporen van de stroming op verschillende hoogtes worden teruggevonden, dit representeert fasen waarbij de lava tot verschillende hoogtes kwam. Meestal hebben lavatunnels vlakke onder- en bovenzijdes, maar het kan ook zijn dat kleine stalactieten gevormd zijn vanaf het plafond van de tunnel, door het druppelen van lava. Soms zijn aan de binnenzijde ook sporen van lavaspatters te vinden.
Lavatunnels kunnen tot 15 m breed zijn, hoewel ze meestal kleiner zijn, en kunnen van 1 tot 15 m diep onder het oppervlak liggen. Sommige zijn extreem lang, zoals de 18 km lange Cueva del Viento op de Teide (Tenerife) of een lavatunnel die in 1859 op de Mauna Loa (Hawaï) werd gevormd, en ongeveer 50 km van de uitbarstingsplek tot de kust loopt.
Door vertakkingen kan een groot stelsel van tunnels ontstaan zijn. Een lavatunnelstelsel in Kiama (Australië) bevat meer dan twintig tunnels, de meeste vertakkingen van de hoofdtunnel. De grootste van deze tunnels is 22 m in doorsnee en vertoont vijhoekige splijtingspatronen aan de binnenzijde, dankzij het grote afkoelingsoppervlak.
Soms zijn in met lavastromen bedekt terrein voormalige lavatunnels te herkennen aan instortingsstructuren. Deze structuren zijn ook herkend op de Maan, waardoor men al voor er mensen op de Maan landden wist dat er in het verleden vulkanisme heeft plaatsgevonden. De Marius Hills Skylight vormt de toegang tot een grote lavatunnel op de Maan.